# لهوف
کتاب لُهوف که مَلهوف علی قَتلی الطُفوف هم گفته شده یکی از منابع مهم و کهن واقعهٔ عاشورا و تاریخ زندگانی حسین بن علی، امام سوم شیعیان نوشته ابوالقاسم رضی الدین علی بن موسی معروف به سید بن طاووس به زبان عربی است.
این کتاب برای مسافرت‌ها و هنگام زیارت بر اختصار نوشته شده و به همین خاطر، سلسله اسناد روایات حذف شده و تنها آخرین راوی یا کتاب مرجعی که روایت از آن نقل شده آمده‌است.

## انگیزه نگارش
سید در صفحه ۱۱ کتاب، انگیزهٔ خود را چنین بیان می‌کند که:
از مهمترین مسائلی که باعث شد دست به تألیف این کتاب بزنم آن است که پس از تألیف کتاب مصباح الزائر و جناح المسافر دیدم کتابی شده شامل معرفی بهترین مکانهای زیارتی و بهترین زیارات موجود برای آنها و کسی که این کتاب را همراه داشته باشد نیاز به هیچ کتاب زیارتی دیگری ندارد، من که دوست داشتم چیزی همراه آن کنم که زائر ابا عبد الله علیه‌السلام هم نیاز به همراه داشتن کتاب مقتل دیگری نداشته باشد، این کتاب را ضمیمه مصباح قرار دادم.

## محتوا
کتاب در چند بخش گرد آمده است:
- مقدمه: شامل مطالبی در عظمت واقعه عاشورا و مقام حسین بن علی و ارزش گریه و عزاداری بر او و انگیزه نگارش کتاب .
- مسلک اول: پیرامون مسائل قبل از شروع واقعه عاشورا، که از ولادت امام حسین تا وقایع روز عاشورا را شامل می‌شود.
- مسلک دوم: شامل وقایع روز عاشورا است تا کشته شدن امام حسین.
- مسلک سوم: شامل وقایع بعد از کشته شدن امام حسین است که از فرستادن سر کشته شدگان به کوفه شروع شده و اسارت خاندان امام حسین را بیان کرده و با مراجعت اسرا به مدینه به اتمام می‌رسد .
- پس از آن نیز حالات امام سجاد را در گریه بر پدرش بیان نموده‌است .